# Porcellana platycheles
Espèce
Porcellana platycheles, la Porcelaine grise, Porcellane ou Porcellane grise, est une espèce de crustacés décapodes de la famille des « crabes porcelaine », bien qu'ils n'appartiennent pas à la famille des crabes à proprement parler (ce sont des galathées).

## Description
Porcellana platycheles peut atteindre une longueur de 15 mm. Ce petit crabe poilu a de larges pinces antérieures aplaties et deux longues antennes. Il est brun verdâtre sur le dos tandis que le ventre est blanc cassé. Son petit abdomen est replié sous sa carapace. La dernière paire de pattes est très réduite et est normalement cachée, ce qui donne l'impression que le crabe n'a que trois paires de pattes locomotrices. Le corps est également aplati et les pattes se terminent par des griffes acérées que le crabe utilise pour saisir le dessous des rochers sous lesquels il vit.

## Distribution
Porcellana platycheles se trouve en Atlantique de la Norvège aux îles Canaries et dans toute la Méditerranée. En Grande-Bretagne, il est largement distribué sur toutes les côtes des îles Shetland aux îles Scilly.

## Habitat et biologie
Porcellana platycheles se trouve principalement sous les rochers des côtes rocheuses. Il vit principalement là où il y a de la boue et du gravier dans les zones intertidales moyennes à inférieures, mais parfois aussi dans la zone subtidale peu profonde. C'est un crabe filtreur, utilisant des poils spécialement adaptés sur ses pièces buccales pour filtrer le plancton de l'eau, il se nourrit aussi de charognes et d'autres débris organiques. Ce crabe a besoin d'un habitat riche en matières organiques et a une préférence pour les rives abritées, en particulier là où des matériaux ont été déposés parmi les rochers.